# کیلین براون
کیلین براون (انگلیسی: Kaylyn Brown؛ زادهٔ ۳۱ دسامبر ۲۰۰۴) دونده سرعت زن اهل ایالات متحده آمریکا است.